# Paracelsus
Paracelsus, švicarski alkimist, zdravnik, astrolog in okultist, * 11. november/17. december 1493, Einsiedeln (Švica), † 24. september 1541, Salzburg (Avstrija). 
Paracelsus se je rodil kot Theophrastus Philippus Aureolus Bombastus von Hohenheim. Vzdevek Paracelsus je privzel kasneje. Beseda pomeni poleg ali podoben Celsusu, rimskemu zdravniku iz 1. stoletja.
Njegovo glavno načelo pravi, da bi se moral zdravnik pri delu ravnati po zdravi pameti, vzorih iz narave in izkušnjah. V svojem času je pripomogel k raziskovanju kuge, sifilisa, poleg tega je bil izkušen tudi na področju zdravljenja s termalnimi vodami.
Paracelsus je eden izmed zdravnikov, upodobljenih v samostanski lekarni v Olimju. 

## Življenje
Rodil se je v Švici, vendar se je že pri devetih letih njegova družina preselila na Koroško, tako da je mladost preživel v Beljaku. Gimnazijo je končal v Šentpavlu v Labotski dolini. Z 22. leti je doktoriral v Ferrari, na medicinski univerzi. Nato se je odpravil na potovanja po Evropi, na katerih je spoznaval različne oblike naravnega zdravilstva. Pri 35. je postal profesor za medicino na univerzi v Baslu. Uvedel je javna predavanja v nemškem jeziku, kar je bila novost za tisti čas. Kmalu po tem je na glavnem mestnem trgu sežgal medicinske knjige Avicene in Galena. Leta 1536 je svoje znanje strnil v knjigi. Z oseminštiridesetimi leti je umrl.